# Gantas
Gantas war ein Gewichtsmaß an verschiedenen Orten um die Meerenge von Malakka und auch in Queda. Das Maß Gantas ist nicht mit dem Gantan zu verwechseln.
- 1 Gantas/Guantas = 4 Guppas = 1 15/16[1] = 1,9375 Pfund Markgewicht  (aus Bahar errechnet aber nur 1,875)
- 16 Gantas/Guantas = 1 Hali/Nali
- 15 Halis = 1 Bahar = 450 Pfund Markgewicht